# San-Taizi-Techno-Tanz

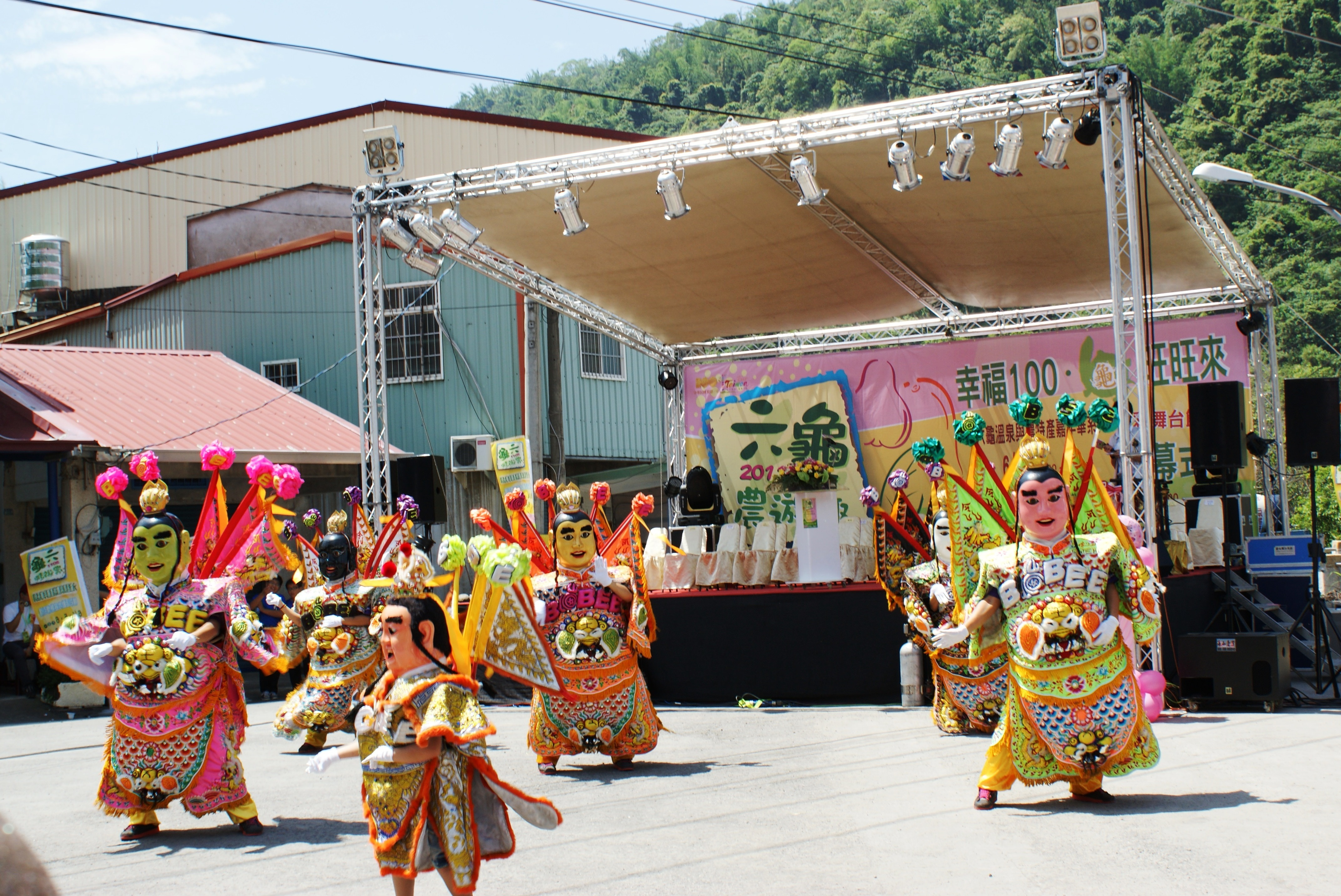
Eine Aufführung in Kaohsiung

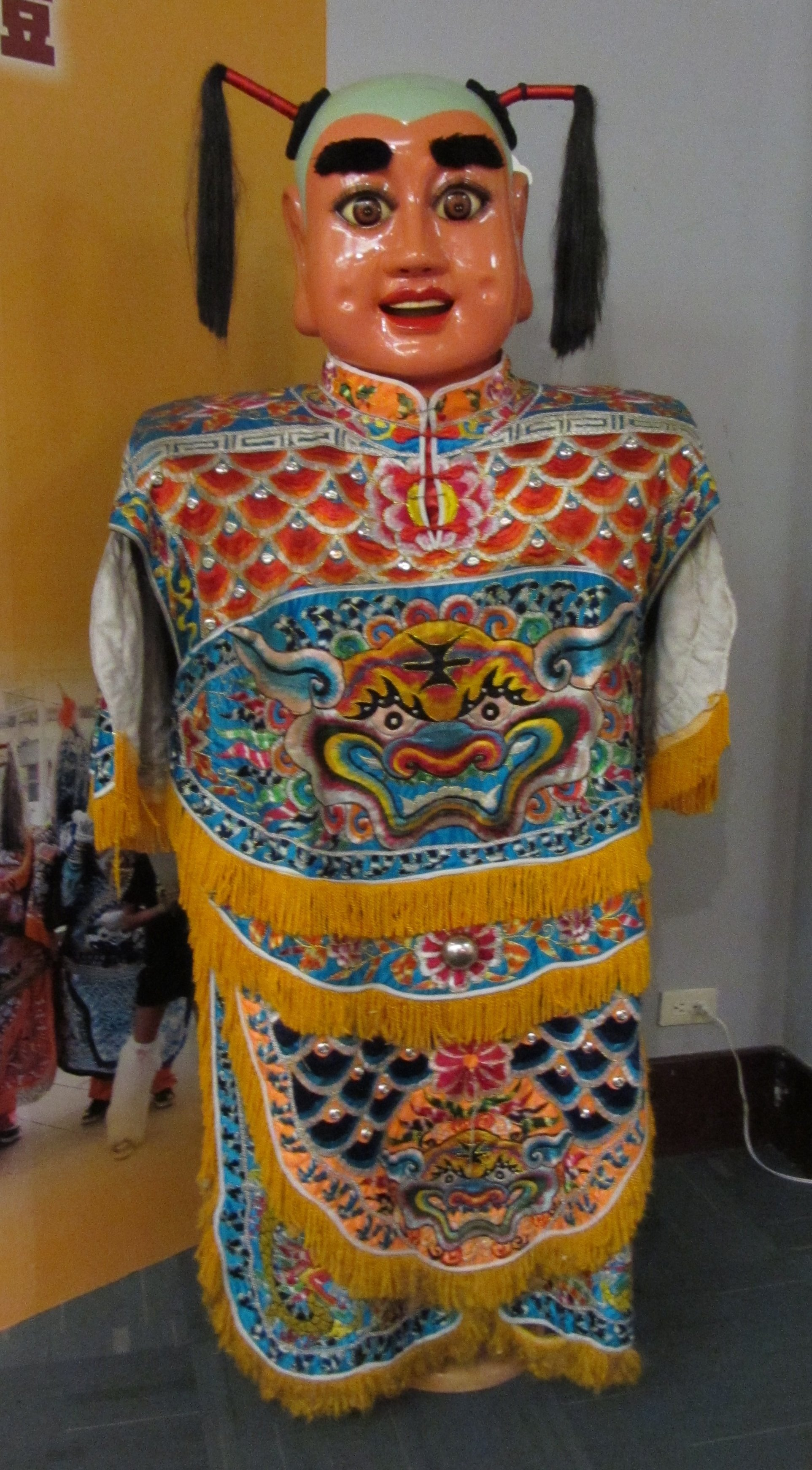
Kostüm

Der San-Taizi-Techno-Tanz (chinesisch 電音三太子, Pinyin Diànyīn sāntàizi) ist ein folkloristischer Tanzstil in Taiwan, der aus einer Verbindung zwischen traditioneller taiwanischer Volksreligion und modernen westlichen Einflüssen entstanden ist. Der Name stammt von der buddhistisch-daoistischen Gottheit Nezha, der im Volksmund als „Dritter Prinz“ (chinesisch: San Taizi) bekannt ist.

## Entstehung
Zur Entstehung des Tanzes gibt es verschiedene Erklärungsansätze. Einer Theorie zufolge soll der Tanz aus dem Ort Beigang im Landkreis Yunlin stammen, andere Theorien mutmaßen, dass es sich beim Ursprungsort des Tanzes um die Stadt Puzi im Landkreis Chiayi handelt. Der Tanz wurde zunächst von Laientruppen einzelner lokaler Tempel, in jüngerer Zeit aber auch von professionellen Truppen durchgeführt.
Der Ursprung des Tanzes liegt in der Tradition, die Hauptgottheiten bei daoistischen Prozessionen von einem Gefolge aus unteren Gottheiten oder Offizieren begleiten zu lassen. Diese göttlichen Leibwachen-Figuren (大仙尪仔) werden von eigens dafür trainierten Darstellern in farbenprächtigen, oft überlebensgroßen Kostümen und Masken dargestellt.
Da Bewegung und Tanz in den schweren Kostümen große Beweglichkeit, Kraft und Ausdauer erfordern, fällt die Rolle der Darsteller in der Regel jungen Männern zu. Man sagt, dass es junge Männer waren, die die Lieblingsmusik aus ihrem modernen Alltag – Disco- und Technomusik – mitbrachten und bei den Tempelprozessionen abwechselnd zu traditionellen und Techno-Rhythmen tanzten.
Diese neue Mischung fand beim Publikum ein solches Gefallen und sprach auch ein jüngeres Publikum an, so dass sich der Stil schon bald immer weiter ausbreitete. Die Hauptrolle kommt der Figur des Nezha San Taizi zu, von dem der Tanz seinen Namen erhalten hat. Vereinzelt werden außer der Musik auch andere moderne Elemente in den Tanz eingefügt, wie etwa selbstgeschaffene Choreographien und moderne Accessoires an den Kostümen, wie z. B. Sonnenbrillen oder weiße Handschuhe.

## Musik
Der San-Taizi-Techno-Tanz wird zu modernen Technorhythmen getanzt, sowohl zu eigene Kompositionen der Prozessionsteilnehmer als auch populären Discoliedern, wie z. B. die koreanischer Tanzensembles. Eine besondere Bedeutung kommt jedoch dem Taike-Tanz zu, der bei kaum einer Techno-Prozession fehlt und gewissermaßen zum Standard-Repertoire aller Darbietungen gehört.

## Bedeutung
Die Verschmelzung der volksreligiösen Tradition mit moderner Popkultur und dem Taike-Tanz ergab einen einzigartigen, nur in Taiwan zu findenden Stil, der in jüngster Zeit zu einem Ausdruck moderner taiwanischer Identität geworden ist. San-Taizi-Techno-Tanz, und namentlich der Taike-Tanz, sind heute auf vielen öffentlichen Veranstaltungen religiösen wie nicht-religiösen Charakters populär. Inzwischen ist der Tanz sogar zu einem Aushängeschild Taiwans bei internationalen Veranstaltungen geworden, wie etwa den World Games 2009, den Deaflympics 2009, der Expo 2010 in Shanghai, der internationalen Blumenmesse 2010 in Taipeh.